# Røde Brigader
De Røde Brigader (Brigate Rosse) var en italiensk byguerillagruppe som eksisterede fra omkring 1970 til midten af 1980'erne. Gruppen havde til mål med våbenmagt at oprette en revolutionær stat. De stod blandt andet bag kidnapningen af Italiens tidligere regeringsleder Aldo Moro den 16. marts 1978. Kidnappernes krav om løsladelse af et antal brigadister blev ikke efterkommet og Aldo Moro blev fundet dræbt i Rom samme år, som kidnapningen fandt sted.